# Community card poker
Community card poker (ou pôquer de cartas comunitárias) é uma variante de pôquer na qual algumas das cartas são dispostas à mesa, de forma a ser compartilhada por todos os participantes do jogo. Nesta modalidade, cada jogador recebe uma quantidade de cartas (conhecidas em inglês como hole cards) que formam uma mão incompleta, que por sua vez são combinadas com as cartas comunitárias para se formar um jogo completo. O Texas Hold'em, que é atualmente a modalidade mais popular de pôquer, é um jogo de cartas comunitárias.